# Андерсон, Боб (фехтовальщик)
Боб Андерсон (англ. Bob Anderson) полное имя Роберт Джеймс Гилберт Андерсон (англ. Robert James Gilbert Anderson), 15 сентября 1922, Госпорт, Хэмпшир — 1 января 2012, Западный Суссекс) — британский фехтовальщик и актёр. Тренировал многих известных актёров для боевых сцен на шпагах, а также играл роль Дарта Вейдера в сценах битвы на световых мечах в фильмах «Звёздные войны. Эпизод V: Империя наносит ответный удар» и «Звёздные войны. Эпизод VI: Возвращение джедая».
Скончался в одной из больниц Западного Суссекса в возрасте 89 лет 1 января 2012 года.